# Valle de la Virgen

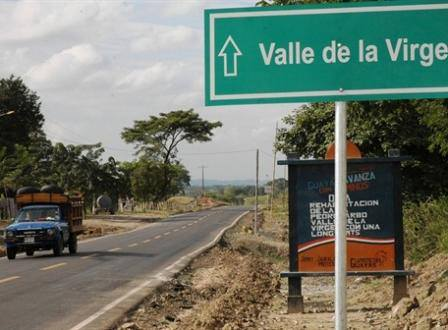
Parroquia Valle de Virgen

La parroquia el Valle de la Virgen se encuentra situada en el cantón Pedro Carbo de la provincia del Guayas (Ecuador). 
La parroquia fue creada el 19 de diciembre de 1991, según datos proporcionados por el INEC, al año 2015 la población actual consta de 5.230 habitantes. 
El clima que se percibe en la parroquia es cálido-húmedo-tropical de sabana, el cual es propicio para cultivar productos propios de la costa ecuatoriana como arroz, frutas tropicales, entre otros.
Respecto a los límites poblacionales tenemos:
Al norte con Cerro de la Cruz, límite con la Parroquia Guale del Cantón Paján – Provincia de Manabí y Recinto Potrerito del Cantón Colimes de la Provincia del Guayas. 
Al sur: Estero de Zamora del Recinto Zamora del Cantón Pedro Carbo. 
Este: Recinto El limón, Sartanejal del Cantón Santa Lucía. 
Oeste: Río Jerusalén aguas abajo del Río Cañitas del Cantón Pedro Carbo.

## Componente biofísico

### Relieve
Se ha podido establecer que hay seis tipos de relieves o pendientes en la parroquia, los cuales se mencionan a continuación:
- Débil, plano, o casi plano 0-5% con una superficie por hectárea de 2330.16  con un porcentaje de 22.96%
- Inclinación regular, suave o ligeramente ondulada 5-12% con superficie de 1853.69 y porcentaje de 18.26%
- Irregular, ondulación moderada 12-25% con superficie 1620.82 y porcentaje 15.97%
- Fuertes, colinado 25-50% con superficie de 2910.98 y un porcentaje de 28.68%
- Muy fuertes, escarpado 50-70% con superficie de 763.40 y un porcentaje de 7.52%
- Abruptas, montañoso mayor al 70% con superficie de 670.64 y porcentaje de 6.61%[2]

### Suelos
El tipo de suelo representativo de la parroquia es el Vertic Haplustalfs cuyas características es que son suelos de textura franca en superficie y arcillosa a profundidad, drenaje moderado, poco profundos, pH ligeramente ácido y fertilidad mediana, aproximadamente en 1790,78 has de superficie parroquial encontramos este tipo de suelo representando 17.64 % del total de la superficie.
De ahí surgen otras derivaciones de este tipo de suelo como el Fluventic Haplustalfs corresponden a suelos de origen deposicional pertenecientes al orden de los inceptisoles, se encuentran en relieves de pendiente de 0 a 5%. También se encuentran en pendientes planas los suelos de textura franco arcillosa en superficie y areno-francosa a profundidad, tienen drenaje moderado, lo que indica eliminación del agua normal en relación con los aportes, la profundidad efectiva es de 64 cm, es decir moderadamente profundos.

### Factores climáticos
La parroquia del Valle de la Virgen cuenta con dos tipos de climas, los cuales son:
- Tropical megatérmico semi- húmedo

- Tropical megatérmico húmedo

Siendo el clima Tropical megatérmico húmedo el predominante en el territorio parroquial, con una incidencia territorial de 10.041,00 has, este forma parte del clima ecuatorial, y se caracteriza por ser cálido.

### Componente sociocultural

#### Análisis demográfico
Para el año 2015 la población de la parroquia cuenta con 5841 habitantes; lo cual indica que la tasa de crecimiento aumentó en un 2.16% desde el último censo de población. 

#### Educación
Actualmente en la parroquia el Valle de la Virgen existen 13 centros educativos, 12 escuelas y un colegio ubicado en la Cabecera Parroquial. 
Analfabetismo: la tasa de analfabetismo en población de 15 y más años de edad según el censo del año 2001 en la parroquia La Valle de la Virgen era de 29,45 % y según el censo del año 2010 es de 22.38%, lo que determina que existe una disminución de un 7,07%. En conclusión, del análisis del acceso de la población de la Parroquia Valle de la Virgen y de la situación actual de los Centros Educativos se determina que la infraestructura e instalaciones se encuentran en estado regular, se requiere mejorar el equipamiento físico de los mismos, mejorar también el acceso (vías). 

#### Gastronomía
La gastronomía típica en la Parroquia es seco y caldo de gallina criolla, sin embargo, el plato típico para las festividades es el Caldo de Pavo, además tenemos el Seco de Chivo, La fritada de Chancho y el Arroz con Menestra de Gandul

#### Trabajo y empleo
La parroquia Valle de la Virgen según los resultados del censo de población y vivienda 2010 tiene 5.230 habitantes, de los cuales 2.458 personas se ubican dentro de la Población Económicamente Activa (PEA), esto significa que de la población total un 47 % representa la PEA en la parroquia.

#### Principales productos del territorio
En la parroquia Valle de la Virgen, pese a los problemas de sequías existentes en el territorio la población realiza actividades agrícolas siendo el maíz el producto más cultivado con 3.694,50 has representando el 36,40% de la superficie total del territorio parroquial, seguido del arroz con 1.132,20 has representando el 11,16% de la superficie total del territorio parroquial. La actividad de producción agrícola depende de la estación invernal, si las lluvias son continuas la población no puede dedicarse a realizar con normalidad la mencionada actividad, también la población se dedica a la actividad ganadera (ganado, borrego, cerdos, pavos, gallinas criollas, etc.), en una parte del territorio (Recinto Cascajal) se dedican a la apicultura.